# Розпізнавання образів (хемометрика)
Розпізнавання образів (англ. pattern recognition) — у хемометриці — математичний метод, що використовує вимірювання, виконані на наборі, для встановлення взаємозв'язків властивостей хімічних елементів у цьому наборі. При цьому використовуються такі методи як метод головних компонент, парціальних найменших квадратів, штучних нейронних сіток.